# ماتیاس فیانو
ماتیاس فیانو (انگلیسی: Matthias Fanimo؛ زادهٔ ۲۸ ژانویهٔ ۱۹۹۴) بازیکن فوتبال اهل بریتانیا است.
از باشگاه‌هایی که در آن بازی کرده‌است می‌توان به باشگاه فوتبال ترانمره راورز، باشگاه فوتبال ایستلی، باشگاه فوتبال بیشاپس استورتفورد، و باشگاه فوتبال وستهام یونایتد اشاره کرد.
وی همچنین در تیم‌های ملی فوتبال England national under-16 football team، زیر ۱۷ سال انگلستان، و زیر ۱۸ سال انگلستان بازی کرده‌است.